# Шишкин-Хокусай, Александр
Алекса́ндр Ши́шкин-Хокуса́й (Александр Романович Шишкин; род. 18 декабря 1969, Ленинград) — российский художник. Живет и работает в Санкт-Петербурге.

## Биография
Закончил СПбГАТИ (1995).
Работает как художник-постановщик в театре, а также занимается живописью, инсталляцией и перформансом в поле современного искусства.
Постоянный соавтор режиссёров Андрея Могучего и Юрия Бутусова. Работал в Александринском театре (Санкт-Петербург), БДТ имени Товстоногова (Санкт-Петербург), Театре им. Ленсовета (Санкт-Петербург), МХТ имени А. П. Чехова (Москва), РАМТе (Москва), «Сатириконе» (Москва) и других театрах.
С 1998 года участвует в выставках, а также является членом Союза художников России. С 2010 года участник объединения художников «Паразит».
Шишкин-Хокусай разделяет свою работу в театре и в современном искусстве, выступая в поле последнего под псевдонимом «Хокусай»: «Шишкин работал с природой. Но к ней я добавил антагониста Шишкина-Хокусая. Хокусай с персонажами, с фигуративной пластикой, актерской в каком-то смысле. Таким образом я для себя зашифровываю два вектора: Шишкин как средовой момент, а Хокусай как психодрама, работа с гомо сапиенсом», — объясняет художник. По его словам, работа в театре связана с внешним давлением, отчего возникают сложности с развитием собственной темы, поэтому он обращается к индивидуальным проектам в современном искусстве.
Его работам свойственен абсурд и сюрреализм, расхождение между внешним и внутренним. Этот интерес художник объясняет своими театральными корнями, потому что для него театр в целом — это воплощение абсурда: «Это ощущение сохранилось еще с детства — такие детские фрустрации. Мне всегда казалось странным, когда на сцене какие-то тети и дяди что-то усердно изображали. Ни костюм, ни декорации не являлись средством отстранения, я все равно видел людей из метро и троллейбуса, а не персонажей. И это была страшно сюрреалистическая картина».
Валентин Дьяконов сравнивает художника с его современником Уильямом Кентриджем, который также использует сценическую тему, однако делает это с политическим подтекстом. В то время как в работах Хокусая Дьяконов видит скорее магический реализм, замешанный на фольклоре и анекдоте, который отсылает к художникам объединения «Мир искусства» Николаю Сапунову и Степану Судейкину. Обнаженная механика кинетических инсталляций контрастирует со стилем изображения персонажей, который напоминает о метафизической карикатуре Гарифа Басырова и Леонида Тишкова.
Павел Герасименко вспоминает в связи с Хокусаем и красотой механики его работ «отца всего современного искусства» Марселя Дюшана, а именно — чертежи и схемы «Большого стекла» и роторельефы. Сценическая коробка или модель комнаты, какие он часто использует в своих небольших работах, вызывают в памяти сюрреалистов: «Спальню хозяина» Макса Эрнста или «Возвращение Улисса» Джорджо де Кирико.
В 2011 году проект художника «Соки! Света!» был номинирован на Премию Кандинского в номинации «Проект года».
В 2014 принял участие в выставке современных художников в поддержку Центра «Антон тут рядом» в Новом музее (Санкт-Петербург).
В 2015 году создал масштабную инсталляцию «Практики взросления» в Музее стрит-арта. Она состояла из более, чем 200 фигур, самая большая из которых достигала в высоту 12 метров.
Участник первой триеннале российского современного искусства, организованной Музеем современного искусства «Гараж», в секции «Морфология улиц», объединившей художников, для которых «уличное искусство является важнейшей творческой практикой».
В 2017, 2018 годах вошел в Российский инвестиционный художественный рейтинг 49ART, представляющий выдающихся современных художников в возрасте до 50 лет.

## Персональные выставки
- 2016 — Вам бы сюда. Совместно с Александром Теребениным. Молодежный образовательный центр Эрмитажа, Санкт-Петербург
- 2013 — Из картона. Борей Арт Центр, Санкт-Петербург
- 2013 — 12 звуков тела человека. Marina Gisich Gallery, Санкт-Петербург
- 2012 — Головной отдел. Галерея «Комната», Москва
- 2010 — Неизвестный Шишкин. Галерея «Глобус», Лофт-проект «Этажи», Санкт-Петербург
- 2003 — Cледы присутствия. Фестиваль «Русское искусство», Ницца, Франция
- 2001 — A Pillared Incubator. ArtGenda, Хельсинки
- 2000 — Parade of Homeless Urban Creatures. Biennale Internazionale Arte Giovane, Турин, Италия
- 1998 — Dead for Life. Retreat Gallery, Ирландия

## Групповые выставки
- 2017 — Интерпретации. В рамках 10-го фестиваля Киберфест. Научно-исследовательский музей Российской академии художеств, Санкт-Петербург
- 2016 — Провенанс. Marina Gisich Gallery, Санкт-Петербург
- 2016 — Простое искусство. Marina Gisich Gallery, Санкт-Петербург
- 2016 — Собираетесь в отпуск? Агентство Art Ru, Москва
- 2016 — Ежегодный фестиваль паблик-арта «Арт-проспект». Санкт-Петербург
- 2016 — «Соавтор»: выставка-раскраска. Новое крыло Дома Гоголя, Москва
- 2015 — Практики соприкасания. Основной проект Красноярской музейной биеннале. Красноярск
- 2014 — Актуальный рисунок. Государственный русский музей, Санкт-Петербург
- 2014 — Бумажная скульптура. Государственный русский музей, Санкт-Петербург
- 2014 — Наверху. Музей Москвы, Москва
- 2014 — Террор и культура. В Балтийской биеннале 2014. Новый музей, Санкт-Петербург
- 2014 — Живопись расширения. Музей Москвы, Москва
- 2014 — Фестиваль Cross Art. Музей «Эрарта», Санкт-Петербург
- 2014 — Современные художники в поддержку Центра «Антон тут рядом». Новый музей, Санкт-Петербург
- 2013 — Биеннале графики стран Балтийского моря «Калининград-Кёнигсберг». Калининград
- 2013 — Ежегодный фестиваль паблик-арта «Арт-проспект». Санкт-Петербург
- 2013 — Паразит+. Проект галереи «Паразит» и «Борей Арт Центра». Галерея «Культурный альянс. Проект Марата Гельмана», Москва
- 2013 — стенд Marina Gisich Gallery & Ural Vision Gallery. Art Paris Art Fair, Париж, Франция
- 2012 — The Busan Biennale. Пусан, Южная Корея
- 2012 — Черное. Галерея «Паразит», Борей Арт Центр, Санкт-Петербург
- 2012 — Русский экзистенциализм. Галерея «Паразит», Борей Арт Центр, Санкт-Петербург
- 2012 — Третья волна авангарда. Галерея «Паразит», Борей Арт Центр, Санкт-Петербург
- 2012 — Революция. Галерея «Паразит», Борей Арт Центр, Санкт-Петербург
- 2012 — Russia Matching Exhibition. Пусан, Южная Корея
- 2012 — Балтийская биеннале. Rizzordi Art Foundation, Санкт-Петербург
- 2012 — Те, кто не слышат музыку, думают, что танцоры сошли с ума. Marina Gisich Gallery и Ural Vision Gallery, Екатеринбург
- 2011 — Арт Москва. Галерея «Паразит», Борей Арт Центр, Санкт-Петербург
- 2011 — Конец света. Галерея «Паразит», Борей Арт Центр, Санкт-Петербург
- 2011 — Внутренняя милиция. Галерея «Паразит», Борей Арт Центр, Санкт-Петербург
- 2011 — Хотим ли мы секса. Галерея «Паразит», Борей Арт Центр, Санкт-Петербург
- 2011 — Сентиментализм. Галерея «Паразит», Борей Арт Центр, Санкт-Петербург
- 2011 — Фестиваль «КронФест». Кронштадт
- 2011 — Вставка номинантов «Премии Кандинского». ЦДХ, Москва
- 2011 — Назначенное Искусство. Галерея «Модернариат», Санкт-Петербург
- 2011 — Квартирный вопрос. Галерея «Паразит», Борей Арт Центр, Санкт-Петербург
- 2011 — Прототипы. Галерея «Модернариат», Санкт-Петербург
- 2010 — Пустота. Церковь святых Петра и Павла, Санкт-Петербург
- 2010 — Осознание сублимации. Галерея «Паразит», Борей Арт Центр, Санкт-Петербург
- 2010 — Л.Н. Толстой — вчера и сегодня. Первая выставка проекта «Public art о политической истории России». Галерея «Паразит», Борей Арт Центр, Санкт-Петербург
- 2010 — Конец лета. Галерея «Паразит», Борей Арт Центр, Санкт-Петербург
- 2010 — Био арт. Галерея «Паразит», Борей Арт Центр, Санкт-Петербург

## Спектакли
- 2013 — «Веселая вдова». Режиссер А. Шапиро. Театр им. К. С. Станиславского и Вл. И. Немировича-Данченко, Москва
- 2013 — «Добрый человек из Сезуана». Режиссер Ю. Бутусов. Театр им. Пушкина, Москва
- 2013 — «Весна священная». Хореография Т. Баганова. Большой театр, Москва
- 2013 — «Дядя Ваня». Режиссер А. Шапиро. Драматический театр, Шанхай, Китай
- 2013 — «Отелло». Режиссер Ю. Бутусов. Театр «Сатирикон», Москва
- 2012 — «Утиная охота» А. Вампилова. Режиссер Ю. Бутусов. Национальный театр им. И. Вазова, София, Болгария
- 2011 — «Рок-н-ролл» Т. Стоппарда. Режиссер А. Я. Шапиро. Российский академический молодёжный театр, Москва
- 2011 — «Чайка» А. Чехова. Режиссер Ю. Бутусов. Театр «Сатирикон», Москва
- 2011 — «Счастье» А. Могучего, К. Филиппова. Режиссер А. Могучий. Александринский театр, Санкт-Петербург
- 2010 — «Валентинов день» И. Вырыпаева. Режиссер А. Янковский. Молодёжный театр, Санкт-Петербург
- 2009 — «Изотов» М. Дурненкова. Режиссер А. Могучий. Александринский театр, Санкт-Петербург
- 2008 — «Человек=Человек» Б.  Брехта. Режиссер Ю. Бутусов. Александринский театр, Санкт-Петербург
- 2008 — «Чайка» А. Чехова. Режиссер Ю. Бутусов. National Theatre of Korea, Сеул, Южная Корея
- 2007 — «Иваны», по «Повести о том, как поссорился Иван Иванович с Иваном Никифоровичем» и другим произведениям Н. В. Гоголя. Режиссер А. Могучий. Александринский театр, Санкт-Петербург
- 2007 — «Ромео и Джульетта» У.  Шекспира. Режиссер Ю. Бутусов, Халогаланд театр, Норвегия
- 2006 — «Король Лир» У.  Шекспира. Режиссер Ю. Бутусов. Театр «Сатирикон», Москва
- 2005 — «Петербург» А. Белого. Режиссер А. Могучий. Александринский театр, Санкт-Петербург
- 2005 — «ДК Ламанчский» по мотивам романа М. Сервантеса «Дон Кихот». Режиссер А. Могучий. Театр-фестиваль «Балтийский дом», Санкт-Петербург
- 2005 — «Гамлет» У. Шекспира. Режиссер Ю.Бутусов. МХТ им. А. П. Чехова, Москва
- 2004 — «Ричард III» У. Шекспира. Режиссер Ю.Бутусов. Театр «Сатирикон», Москва
- 2004 — Оформление открытия фестиваля «Золотая Маска». Режиссер А. Могучий. Старый цирк на Цветном бульваре, Москва
- 2004 — «Кракатук». Режиссер А. Могучий. Большой Санкт-Петербургский государственный цирк
- 2004 — «Ричард III» У. Шекспира. National Theatre of Kore, Сеул, Южная Корея
- 2003 — «Борис Годунов» М. Мусоргского. Режиссер А. Могучий. Постановка Мариинского театра (Санкт-Петербург). Соборная площадь Московского Кремля, Москва
- 2002 — «Вор» по В. Мысливскому. Режиссер Ю. Бутусов. Театр им. Ленсовета, Санкт-Петербург
- 2002 — «Макбетт» Э. Ионеско. Режиссер Ю. Бутусов. Театр «Сатирикон», Москва
- 2002 — «Войцек» Г. Бюхнера. Режиссер Ю. Бутусов. Южная Корея
- 2001 — «Смерть Тарелкина» А. Сухово-Кобылина. Режиссер Ю. Бутусов. Продюсерский центр «Брат», Санкт-Петербург
- 2001 — Оформление сада «Эрмитаж» во время проведения Всемирной театральной олимпиады. Режиссёр программы В. Крамер. Москва
- 2000 — «Село Степанчиково» по Ф. Достоевскому. Режиссер В. Крамер. Театр «Фарсы», Санкт-Петербург
- 1999 — «Троянцы», опера. Режиссер В. Крамер. Театр Консерватории, Санкт-Петербург
- 1999 — «Дон Жуан» Мольера. Режиссер Г. Тростянецкий. Александринский театр, Санкт-Петербург
- 1997 — «Калигула». Режиссер Ю. Бутусов. Театр им. Ленсовета, Санкт-Петербург
- 1997 — «Страсти по Мольеру». Режиссер В. Крамер. Санкт-Петербургский государственный академический театр комедии им. Н.П.Акимова, Санкт-Петербург
- 1997 — «Клоп» В. Маяковского. Режиссер Ю. Бутусов. Театр им. Ленсовета, Санкт-Петербург
- 1997 — «В ожидании Годо» С. Беккета. Режиссер Ю. Бутусов. Театр им. Ленсовета, Санкт-Петербург
- 1996 — «Сторож» Г. Пинтера. Режиссер Ю. Бутусов. Театр на Литейном, Санкт-Петербург
- 1995 — «Войцек» Г. Бюхнера. Режиссер Ю. Бутусов. Театр им. Ленсовета, Санкт-Петербург
- 1994 — «Вохляки из Голоплеков» по И. Тургеневу. Режиссер В. Крамер. Театр «Фарсы», Санкт-Петербург
- 1994 — «Три сестры» А. Чехова. Режиссер В. Фильштинский. Театр на Крюковом канале, Санкт-Петербург

## Награды и премии
- 2014 — Российская национальная театральная премия «Золотая маска» в номинации «Работа художника в музыкальном театре»
- 2010 — Высшая театральная премия Санкт-Петербурга «Золотой софит» в номинации «Лучшая работа художника»
- 2009 — Премия Станиславского в номинации «Художественное оформление спектакля»
- 2008, 2011, 2012 — Российская национальная театральная премия «Золотая маска» в номинации «Работа художника»
- 2005 — Премия благотворительного фонда Олега Табакова
- 2004 — премия «Хрустальная Турандот»
- 2002 — Театральная премия «Чайка»